# Římskokatolická farnost Havraníky
Římskokatolická farnost Havraníky je územní společenství římských katolíků s farním kostelem svatého Linharta v obci Havraníky ve znojemském děkanství.

## Historie farnosti
Počátky duchovní správy v obci sahají do první poloviny třináctého století. V roce 1330 měly Havraníky vlastního faráře.Po skončení třicetileté války zůstalo v obci jen 40 gruntů obydlených, kostel byl vykraden a bez faráře. V roce 1752 byla stávající kaple sv. Linharta přestavěna, o dvacet později vznikla opět samostatná fara. V letech 1815–1816 byl na místě původní kaple vybudován kostel havranickým rodákem, knězem Wolfgangem Timmelem. Poslední opravy interiéru proběhly v letech 1945–1947, velkou rekonstrukcí prošel kostel v roce 1996.

## Duchovní správci
Administrátorem excurrendo byl od 1. srpna 2003 ICLic. Mgr. Marian Jiří Husek, OPraem. Toho od srpna 2019 vystřídal R. D. Ing. Ladislav Bublán.

## Bohoslužby
| Kostel           | Místo     | Bohoslužba (den) | Hodina                                      | Poznámka     |
| ---------------- | --------- | ---------------- | ------------------------------------------- | ------------ |
| svatého Linharta | Havraníky | neděle, čtvrtek  | 11.15 17.00 ("zimní" čas)/18.00 (letní čas) | Farní kostel |

## Aktivity ve farnosti
Dnem vzájemných modliteb farností za bohoslovce a bohoslovců za farnosti brněnské diecéze je 19. duben. Adorační den připadá na 28. srpen.
Ve farnosti se pravidelně koná tříkrálová sbírka. V roce 2015 se při ní vybralo 6 883 korun. V roce 2017 činil výtěžek 8 947 korun.